# Barco a la India
Barco a la India es una película sueca dirigida por Ingmar Bergman que se estrenó el 22 de octubre de 1947.

## Reparto
- Holger Löwenadler: capitán Alexander Blom
- Birger Malmsten: Johannes Blom
- Gertrud Fridh: Sally
- Anna Lindhal: Alice Blom
- Lasse Krantz: Hans
- Jan Molander: Bertil
- Erik Hell: Pekka
- Naemi Briese: Selma
- Hjördis Petterson: Sofie
- Åke Fridell: director de music-hall
- Peter Lindgren: marinero extranjero
- Gustaf Hiort: Ornäs
- Torsten Beregström
- Ingred Borthen
- Gunnar Nielsen
- Amy Aaröe

- Datos: Q761987